# دوري آيسلندا الممتاز 1952
دوري آيسلندا الممتاز 1952 (بالآيسلندية: Efsta deild karla í knattspyrnu 1952) هو الموسم 41 من  دوري آيسلندا الممتاز. كان عدد الأندية المشاركة فيه  5، وفاز فيه ناتدبيرنوفيلاغ ريكيافيكور.